# Urad (jezioro)
Urad (niem. Aurither See) – jezioro w Polsce, położone w województwie lubuskim, w powiecie słubickim, w gminie Cybinka, położone w dolinie Odry.

## Charakterystyka
Jezioro położone wśród terenów podmokłych, około 2 km na południe od miejscowości Urad. Jezioro silnie zeutrofizowane, w większej części porośnięte roślinnością szuwarową.